# ニューヘイブン風ピザ

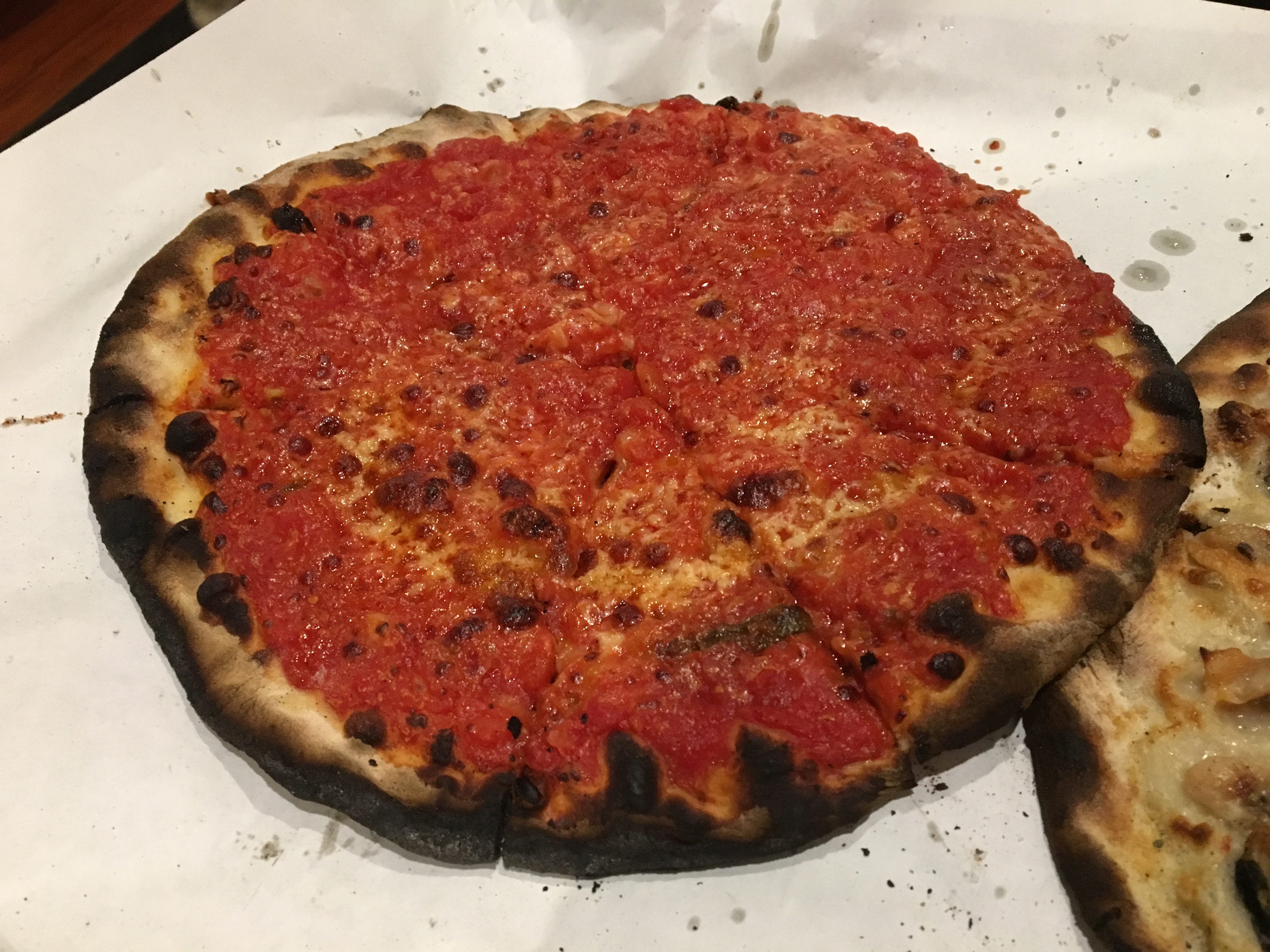
ニューヘイブン風ピザの例

ニューヘイブン風ピザ（ニューヘイブンふうピザ、英語: New Haven-style pizza）は、アメリカ合衆国コネチカット州ニューヘイブンで食されているピザ。

## 概要
ニューヘイブンはピザが名物として知られ、イェール大学近くにはピッツェリアやイタリア料理店が並ぶ通りもある。また、ニューヘイブンは「アメリカピザ発祥の地」と言われている。
ニューヘイブンでナポリピザを改良して考案されたピザであり、「アービーツ」、「アピッツァ」（apizza）と呼ばれる。この語は、イタリア・ナポリからの移民の方言をそのまま残したものとされる。
ピザ生地は薄くカリっとしており、通常は石炭を使った煉瓦のピザ窯で焼かれる。これによって、クラストはこんがり焼けた（焦げた）状態になり、ニューヘイブン風ピザの特徴ともなっている。
ニューヨーク風ピッツァと比べた場合、ニューヨーク風はサイズが大きく、脂が濃いが、ニューヘイブン風はピザ生地が薄くてクリスピーである。
ニューヘイブンで最初に作られたピザはトマトソースだけのピザであり、チーズや他のトッピングはない。トマトをオーブンの熱で調理しただけのシンプルなピザであるが、ニューヘイブン住人の人気は高い。

## 著名店
フランク・ペペ・ピッツェリア・ナポレターナ
ニューヘイブンで初めてピザを販売したフランク・ペペ（Frank Pepe）が開いた店。
ホワイトクラム・ピザを考案し、こちらも大人気となっている。
サリーズ・アピッツァ
1938年開業の老舗店。毎日のように注文客の待ち列がドアの外にまで伸びる。ニューヘイブンで一番人気店と言われ、週末は開店前に待ち列ができていることもある。

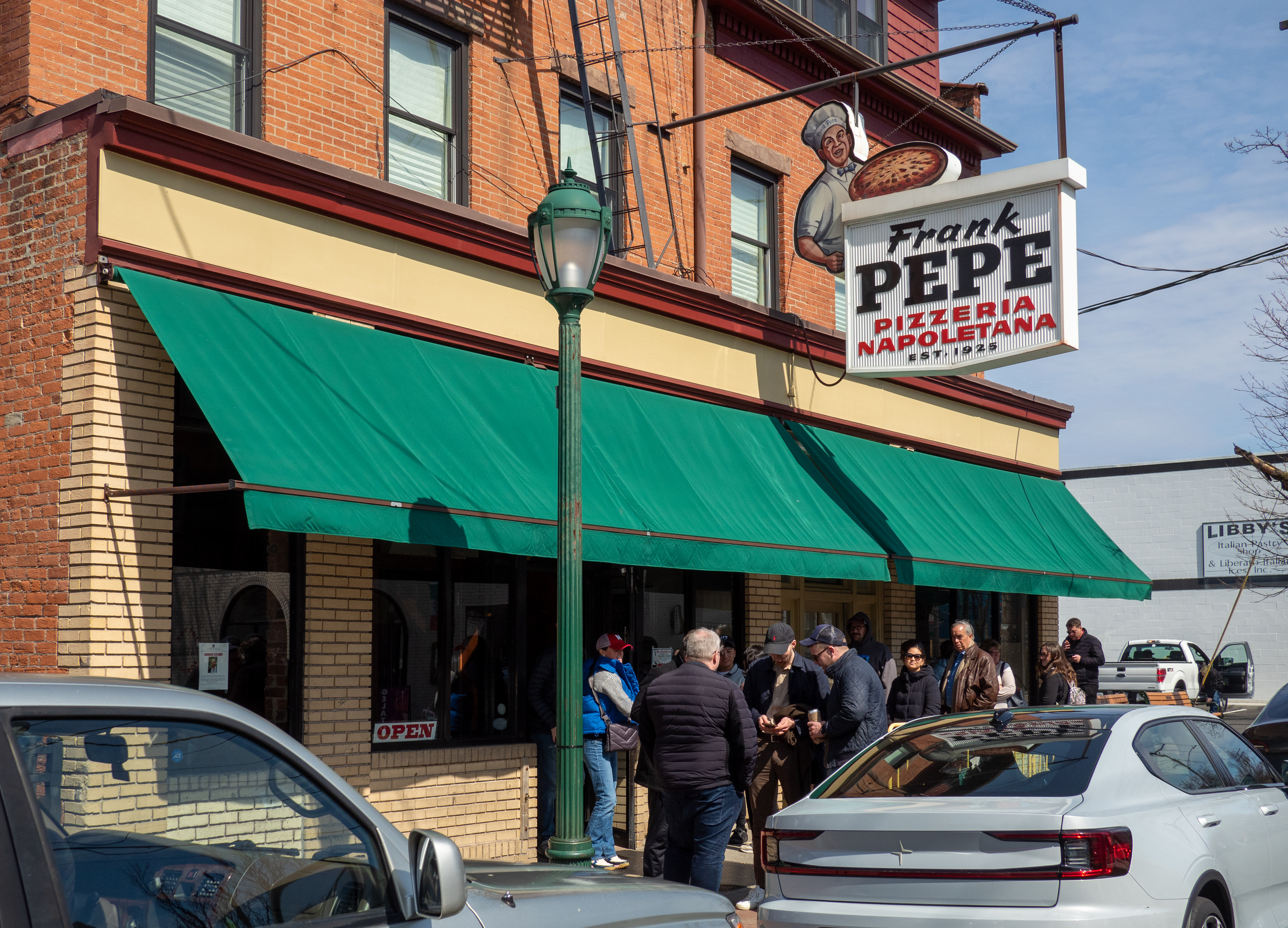
フランク・ペペ・ピッツェリア・ナポレターナ
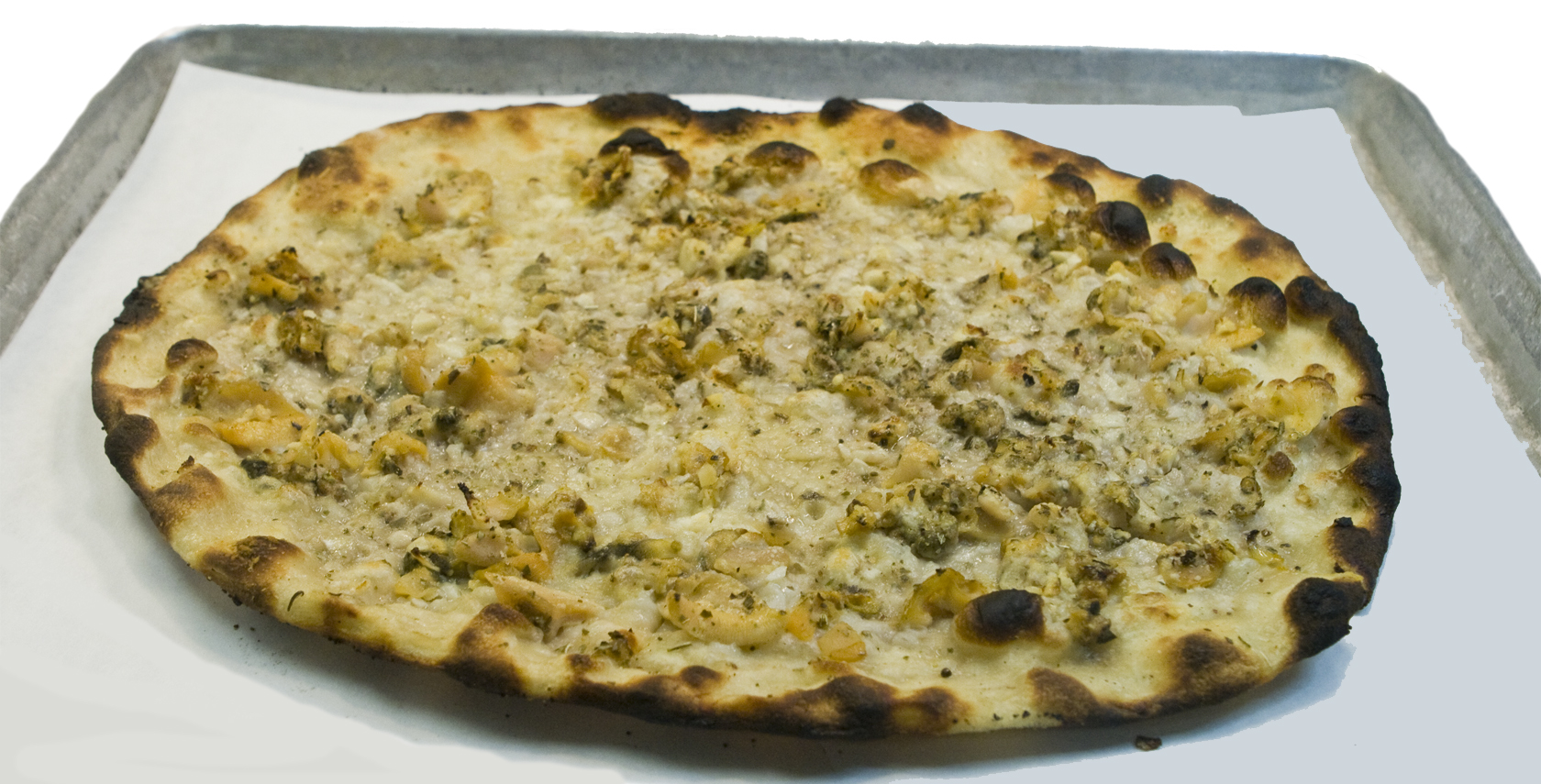
ホワイトクラム・ピザ
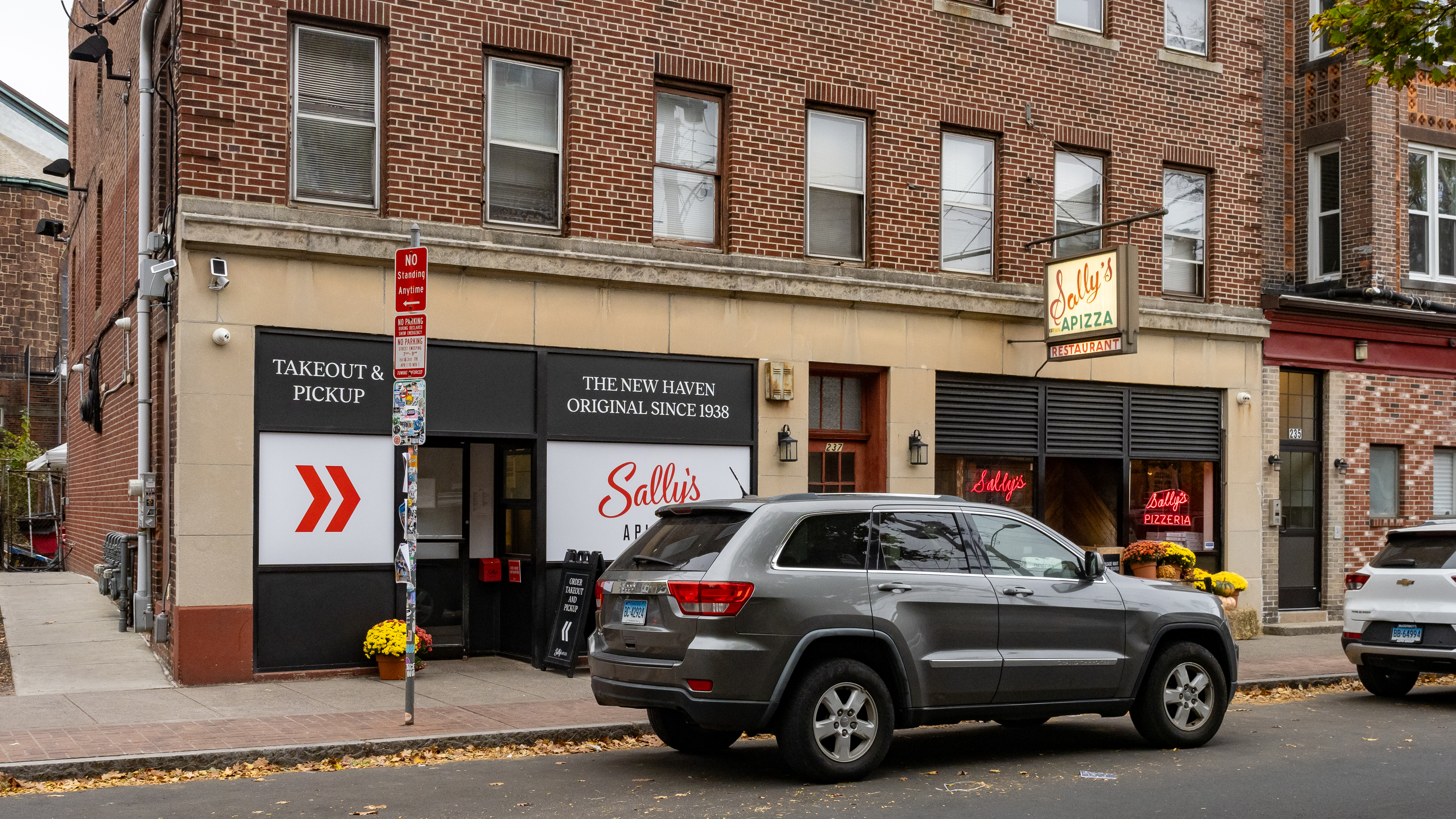
サリーズ・アピッツア